# 宮宗翔
宮宗 翔（みやそう かける、1999年6月22日 - ）は、ジャパンラグビーリーグワンNECグリーンロケッツ東葛に所属するラグビーユニオン選手。

## プロフィール
- 兵庫県出身[1]。
- ポジションはウィング(WTB)[2]。
- 身長 182 cm、体重 86 kg

## 来歴
2018年、大阪桐蔭高校卒業後、近畿大学に入る。
2022年、NECグリーンロケッツ東葛に加入。
2024年1月13日に行われたJAPAN RUGBY LEAGUE ONE第4節レッドハリケーンズ大阪戦にて途中出場でリーグワン公式戦初出場を果たして、デビュー戦でトライをあげた。